# Ярославская улица (Вологда)
Ярославская улица — улица в Вологде. Расположена между Ленинградской и Молодёжной улицами. Пересекает реку Золотуху и Пошехонское шоссе.
Протяжённость 3,5 км. Почтовый индекс 160002, 160017, 160022.

## История
Улица создана в 1976 году. Часть от Ленинградской до Возрождения до 1976 года входила в состав Майской улицы.
В 1984 году часть улицы Ярославской после улицы Конева выделена в улицу Воркутинскую.
В 2011 году Ярославская стала еще короче, незастроенный участок в районе реки Шограш до Осановского проезда получил наименование «улица поэта Александра Романова». В настоящее время этот участок начинает активно застраиваться, в планах построить четырехполосную дорогу с тротуарами, кольцевыми развязками. Будут велосипедные дорожки. Улица станет полноценным дублером улицы Герцена и Можайского, позволит разгрузить дороги города, соединив улицу Ленинградскую, Пошехонское шоссе и улицу маршала Конева.
В конце улицы Ярославской — начале улицы поэта Романова напротив Осановской рощи построен Ледовый дворец.
В конце современной Ярославской улицы находилась деревня Бывалово, вошедшая в состав Вологды и давшая название одноименному микрорайону.

## Примечательные здания
По чётной стороны:
- Дом 12а — детский сад
- Дом 22а — детский сад № 99 «Почемучка»
- Дом 24а — детский сад № 98 «Хрусталик»
- Дом 26а — школа № 3
- Дом 34а — школа № 41
- Дом 38б — детский сад № 108 «Гнёздышко»